# Asgardsrei Festival
Das Asgardsrei Festival ist ein seit 2012 stattfindendes Musikfestival für National Socialist Black Metal (NSBM), das seit 2014 in Kiew, der Hauptstadt der Ukraine, stattfindet und als das weltweit größte Musikfestival des NSBM gilt. Der Name bezieht sich auf die Wilde Jagd in der nordischen Mythologie. In der Berichterstattung wird die Benennung auf die im Jahr 1999 veröffentlichte EP Asgardsrei der deutschen NSBM-Band Absurd zurückgeführt.
Organisiert wird das Musikfestival vom russischstämmigen Neonazi Alexey Levkin, der zudem Gründer der NSBM-Band М8Л8ТХ und des Underground-Labels Militant Zone ist. In den ersten beiden Jahren fand das Festival in Moskau statt und wird seitdem in Kiew organisiert. Das Festival findet zweitägig im Bingo Club statt und gilt inzwischen als wichtiger Knotenpunkt der internationalen Neonazi-Szene. Zu den Teilnehmern und Besuchern zählten in der Vergangenheit Mitglieder verschiedener teilweise als rechtsextreme Terrororganisationen eingestufte Gruppierungen wie die US-amerikanische Atomwaffen Division, die deutsche Kleinstpartei Der III. Weg oder die italienische CasaPound. Seit 2015 findet im Vorfeld des Festivals eine Konferenz namens Pact of Steel statt, bei der bekannte europäische Neonazis Vorträge und Präsentationen halten.
In den ersten Jahren wurde das Asgardsrei Festival von rund 600 Zuschauern besucht, inzwischen waren es 2018 bis zu 1.500. Im Zuge der COVID-19-Pandemie wurde die Austragung des Asgardsrei wie auch anderer rechtsextremer Festivals in Europa für das Jahr 2020 abgesagt.

## Teilnehmer
| 3. | 15.12.2012     | М8Л8ТХ, Велимор, Камаедзiца, Презумпция Невиновности, Wehrwolf, Волчий Крест, Родосвет |
| 4. | 13.12.2015     | M8L8TH , Sokyra Perna , Arya Varta , Wehrwolf |
| 5. | 18.12.2016     | M8l8th , Nokturnal Mortum , Peste Noire , Kroda , Wehrwolf |
| 6  | 16.12.2017     | Absurd , Goatmoon , M8l8th , Naer Mataron , Burshtyn , Peste Noire |
| 7  | 15.–16.12.2018 | Absurd , Acherontas , Baise Ma Hache , Dark Fury , Frangar , Goatmoon , M8l8th , Nokturnal Mortum , Nordglanz , Peste Noire , Stahlfront , Der Stürmer , Sunwheel , Terrorsphära , Wehrwolf |
| 8  | 14.–15.12.2019 | Baise Ma Hache , Blackdeath, Evil , Frangar , Goatmoon , Kataxu , Kroda , Moloth , Seigneur Voland , Selbstmord , Wodulf , Stutthof                                                         |